# Hein Eersel
Christiaan Hendrik "Hein" Eersel, född 9 juni 1922 i Paramaribo, Kolonin Surinam, död 11 juni 2022 i Paramaribo, Surinam, var en surinamesisk lingvist och kulturforskare.